# Zdjęcia Ginger II
Zdjęcia Ginger II (ang. Ginger Snaps: Unleashed) – kanadyjski horror filmowy z 2004 roku w reżyserii Bretta Sullivana.

## Opis
Brigitte ucieka z rodzinnego miasteczka. Nie chcąc, aby spotkało ją to, co Ginger, zażywa specjalne antidotum, przez co zostaje zgarnięta przez patrol policyjny, który bierze ją za narkomankę i odstawia na odwyk. Tam Brigitte, pozbawiona jedynego lekarstwa, z przerażeniem obserwuje zmiany, które zachodzą w jej ciele i umyśle. Za dziewczyną podąża też inny wilkołak, który wybrał ją sobie na partnerkę.

## Obsada
- Emily Perkins – Brigitte
- Tatiana Maslany – Duch
- Eric Johnson – Tyler
- Janet Kidder – Alice
- Brendan Fletcher – Jeremy
- Katharine Isabelle – Ginger
- Susan Adam – Barbara
- Chris Fassbender – Luke